# 提比里斯錫安主教座堂

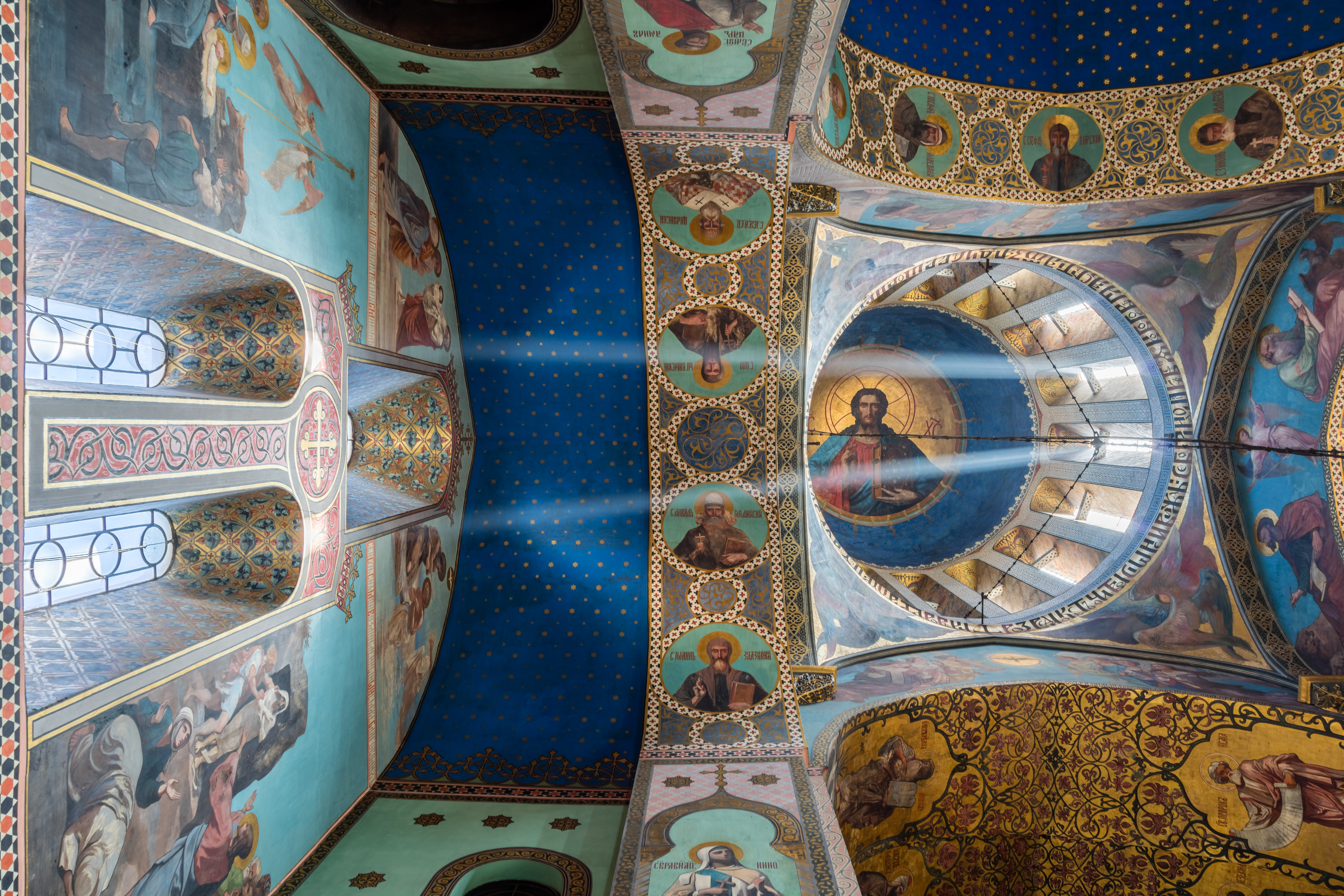
教堂的天花板

提比里斯錫安主教座堂是一座位於喬治亞首都提比里斯的喬治亞正教會的主教座堂。提比里斯錫安主教座堂位於提比里斯市中心，始建於6世紀至7世紀時期。提比里斯錫安主教座堂在歷史上曾多次被毀，現在的教堂修建於13世紀，在17至19世紀又有所變化。